# Michael J. McAlister
Michael John „Mike“ McAlister (* 1954) ist ein Spezialist für visuelle Effekte. Für seine Arbeit an Indiana Jones und der Tempel des Todes wurde er 1985 mit dem Oscar und dem BAFTA Award ausgezeichnet.

## Leben
Der 1954 geborene McAlister studierte bis 1977 an der School of Cinema-Television der University of Southern California. Im gleichen Jahr trat er als Schauspieler im Drama Die College-Gang auf.
Seit Ende der 1970er Jahre war er in technischen Funktionen an Film- und Fernsehproduktionen beteiligt. Seine erste größere Produktion war 1980 die Space Opera Das Imperium schlägt zurück, bei der McAlister bei Industrial Light & Magic (ILM) als Assistenzkameramann im Team für Miniaturen und optische Effekte wirkte. Es folgten Arbeiten für Der Drachentöter, E.T. – Der Außerirdische, bei dem er mit dem ILM-Team vor allem an den beiden Szenen mit den fliegenden BMX-Rädern arbeitete, und Die Rückkehr der Jedi-Ritter.
Mitte der 1980er Jahre war McAlister zum leitenden Kameramann von visuellen Effekten bei ILM aufgestiegen. In dieser Funktion war er 1984 an der Entstehung der visuellen Effekte in Steven Spielbergs Abenteuerfilm Indiana Jones und der Tempel des Todes beteiligt. Für seine Arbeit erhielt McAlister gemeinsam mit Dennis Muren, Lorne Peterson und George Gibbs im Folgejahr jeweils den Oscar und den BAFTA Award für die besten visuellen Effekte. Die Arbeit als Supervisor für visuelle Effekte am Science-Fiction-Film Kampf um Endor brachte ihm 1986 einen Primetime Emmy ein. Eine weitere Oscarnominierung folgte 1989 für die Arbeit an Ron Howards Fantasyfilm Willow.
Später folgten unter anderem Arbeiten an Indiana Jones und der letzte Kreuzzug, Stirb langsam 2, Demolition Man und Waterworld. Bei der Produktion von Peter Weirs Drama Die Truman Show war McAlister 1996 erneut als Supervisor für die visuellen Effekte des Films verantwortlich und fungierte darüber hinaus als Regisseur der Second Unit. Zudem trat er in einer ungenannten Statistenrolle im Film auf.
Um das Jahr 2008 zog er sich von der Arbeit beim Film zurück. Sein Schaffen umfasst über 30 Filmproduktionen.

## Filmografie
- 1977: Die College-Gang (Fraternity Row, Darsteller)
- 1979: Jason of Star Command (Fernsehserie, 12 Episoden)
- 1980: Das Imperium schlägt zurück (The Empire Strikes Back)
- 1981: Der Drachentöter (Dragonslayer)
- 1982: E.T. – Der Außerirdische (E.T. the Extra-Terrestrial)
- 1982: Flash Gordon: The Greatest Adventure of All (Fernsehfilm)
- 1983: Die Rückkehr der Jedi-Ritter (Return of the Jedi)
- 1984: Indiana Jones und der Tempel des Todes (Indiana Jones and the Temple of Doom)
- 1984: Starman
- 1985: Die Goonies (The Goonies)
- 1985: Kampf um Endor (Ewoks: The Battle for Endor, Fernsehfilm)
- 1986: Howard – Ein tierischer Held (Howard the Duck)
- 1988: Willow
- 1989: Indiana Jones und der letzte Kreuzzug (Indiana Jones and the Last Crusade)
- 1990: Stirb langsam 2 (Die Hard 2)
- 1991: Fieberhaft – Undercover in der Drogenhölle (Rush)
- 1992: Mr. Baseball
- 1993: Demolition Man
- 1993: Walter & Frank – Ein schräges Paar (Wrestling Ernest Hemingway)
- 1994: Hudsucker – Der große Sprung (The Hudsucker Proxy)
- 1995: Free Willy 2 – Freiheit in Gefahr (Free Willy 2: The Adventure Home)
- 1995: Waterworld
- 1995: Schnappt Shorty (Get Shorty)
- 1996: Matilda
- 1996: Michael
- 1996: Die Truman Show (The Truman Show)
- 1997: Mord im Weißen Haus (Murder at 1600)
- 1998: The Truman Show: Tru-Talk (Fernsehfilm, Regie)
- 1999: Turbulenzen – und andere Katastrophen (Pushing Tin)
- 2000: Thirteen Days
- 2000: X-Men
- 2001: Rat Race – Der nackte Wahnsinn (Rat Race)
- 2001: Ali
- 2002: Nix wie raus aus Orange County (Orange County)
- 2002: Abandon – Ein mörderisches Spiel (Abandon)
- 2002: Road to Perdition
- 2006: Eragon – Das Vermächtnis der Drachenreiter (Eragon)
- 2007: Fantastic Four: Rise of the Silver Surfer
- 2008: Beverly Hills Chihuahua

## Auszeichnungen und Nominierungen
Auszeichnungen
- 1985: Oscar für die besten visuellen Effekte für Indiana Jones und der Tempel des Todes, gemeinsam mit Dennis Muren, Lorne Peterson und George Gibbs[5]
- 1985: BAFTA Award für die besten Special Visual Effects für Indiana Jones und der Tempel des Todes, gemeinsam mit Dennis Muren, Lorne Peterson und George Gibbs[6]
- 1986: Primetime Emmy für herausragende Special Visual Effects bei Kampf um Endor[7]

Nominierungen
- 1989: Nominierung für den Oscar für die besten visuellen Effekte für Willow, gemeinsam mit Dennis Muren, Phil Tippett und Christopher Evans[8]
- 1990: Nominierung für den BAFTA Award für Achievement in Special Visual Effects für Indiana Jones und der letzte Kreuzzug, gemeinsam mit George Gibbs, Mark Sullivan und John Ellis[6]
- 1994: Nominierung für den Saturn Award für die besten Spezialeffekte für Demolition Man, gemeinsam mit Kimberly K. Nelson
- 1996: Nominierung für den BAFTA Award für Achievement in Special Visual Effects für Waterworld, gemeinsam mit Martin Bresin, Brad Kuehn und Robert Spurlock[6]
- 1999: Nominierung für den BAFTA Award für Achievement in Special Visual Effects für Die Truman Show, gemeinsam mit Craig Barron, Peter Chesney und Brad Kuehn[6]
- 2001: Nominierung für den Saturn Award für die besten Spezialeffekte für X-Men, gemeinsam mit Michael L. Fink, David Prescott und Theresa Ellis
- 2003: Nominierung für den Satellite Award für die besten visuellen Effekte für Road to Perdition

## Schrift
- Michael J. McAlister: The Language of Visual Effects. Lone Eagle Pub. Co., Los Angeles, California, 1992, ISBN 978-0-943-72847-6.